# Червона лінія (фільм, 2009)
«Червона лінія» (яп. レッドライン, Reddo rain) — це японське науково-фантастичне аніме 2009 року виробництва студії Madhouse, зняте Такеші Коіке. У фільмі знялися Такуя Кімура, Ю Аой, Тацуя Гашуін, Йошинорі Окада, Кандзі Цуда, Йошіюкі Морісіта, Акемі, Такеші Аоно, Косей Хірота, Уншо Ішізука, Кента Міяке, Коджі Ішіі, Чо, Кеню Хоріучі, Таданобу Асано, а сценарій до нього написали Кацухіто Ішіі, Йодзі Енокідо та Йосікі Сакураї за оригінальним оповіданням Ішіі. Дія фільму розгортається в далекому майбутньому, де чоловік на ім'я Джей Пі йде на великий ризик, бажаючи виграти відомі на всю галактику гонки.
Аніме робилося протягом семи років, і в ньому було використано понад 100 000 намальованих від руки кадрів. Прем'єра стрічки відбулася на Міжнародному кінофестивалі в Локарно 14 серпня 2009 року, а 9 жовтня 2010 року японська кіностудія Tohokushinsha Film випустила його в кінопрокат. Незважаючи на позитивні рецензії, зокрема за анімацію, «Червона лінія» не мала успіху в прокаті. Він отримав більший успіх після свого релізу на носіях і вважається культовим фільмом. Встановлено вікове обмеження для глядачів — 14 років.

## Сюжет
Джей Пі на прізвисько «Красунчик» майже виграв гонку «Жовта лінія», в якій беруть участь різні раси прибульців, які використовують потужні машини з реактивними двигунами, але його машина була замінована його другом Фризбі, що змовився з мафією. Після інциденту, перебуваючи в лікарні, Джей Пі дізнався, що завдяки відмові пари учасників від змагань, він допущений до гонки «Червона лінія» — найнебезпечнішої та найвідомішої гонки в галактиці. Вона відбувається на Робосвіті, планеті, де панують войовничі фанатики-кіборги, котрі несподівано погодилися на її проведення.
Гонщики готуються до «Червоної лінії» на супутнику Робосвіту, зайнятому біженцями. Там Джей Пі намагається залучити до своєї команди торговця інопланетним мотлохом Старого Крота. Він бере в команду Фризбі, проти чого протестує Старий Кріт, оскільки Фризбі наполягає на використанні потужного, проте ненадійного двигуна. Джей Пі знаходить наступного компаньйона, гонщицю Соноші, в ресторані. Коли в ресторані стається бійка, на заклад нападає полковник Волтон і загін солдатів Робосвіту. Волтон забирає свого колишнього підлеглого Дейдзуну та нагадує гонщикам, що будь-які спроби провести «Червону лінію» будуть рішуче зупинені. Попри погрозу та рейди поліцейських роботів  на букмекерські контори, інтерес до гонки тільки зростає. Шахтарі Робосвіту в скафандрах саботують електростанцію військової бази, тоді як Комісія з перегонів наймає земних партнерів Лінчмена та Джонні Боя, щоб саботувати орбітальну гармату, якою міністр оборони Титан планує знищити материнський корабель «Червоної лінії», щойно він прибуде до планети.
Материнський корабель прилітає і принцеса з планети Суперграсс позначає перегонову трасу. Президент Робосвіту дізнається, що гармата не працює, і посилає свої війська знищити гонщиків. Уникаючи їх, гонщики привертають увагу чудовиська, що мешкає в замінованій зоні. Президент наказує стріляти по істоті з полагодженої орбітальної гармати. Вибух забирає більшість військ Робосвіту в зоні, а автомобіль Джей Пі перевертається. Соноші, чий транспорт знищений, погоджується їхати з ним до фінішу, поки чудовисько відроджується. Полковник Волтон знищує істоту, поки Фризбі домовляється з мафіозним босом.
Однак, цього разу Фризбі відмовляється підривати вибухівку, бажаючи, щоб Джей Пі чесно переміг. Мафіозі нападають на Джей Пі, та його рятує Старий Кріт, вбиваючи боса та його поплічників. Коли гонка наближається до фінішу, чемпіон Машиноголовий і Джей Пі змагаються за першість, користуючись однаковими прискорювачами. Коли вони майже досягають фінішу, Старий Кріт випадково підриває закладену Фризбі бомбу. Але вибух підштовхує обох до фінішу, викинувши їх із автомобілів. Джей Пі формально виграє, оскільки його довга зачіска перетинає фінішну лінію першою. Коли гонщики відпочивають серед руїн Робосвіту, Джей Пі та Саноші летять у невагомості, цілуються та освідчуються одне одному в коханні.

## Персонажі
| Персонаж            | Актор озвучування                                    | Актор озвучування  |
| Персонаж            | Японська                                             | Англ. дубляж       |
| ------------------- | ---------------------------------------------------- | ------------------ |
| Джей Пі «Красунчик» | Такуя Кімура (яп. 木村 拓哉, Kimura Takuya)          | Патрік Зейц        |
| Соноші Макларен     | Ю Аоі (яп. 蒼井 優, Aoi Yū)                          | Мішель Рафф        |
| Фризбі              | Асано Таданобу (яп. 浅野 忠信, Asano Tadanobu)       | Ліам О'браєн       |
| Бойбой              | Акане Сакаї (яп. 阪井 あかね, Sakai Akane)           | Лорен Ланда        |
| Босбос              | Акеми (яп. 小林 明美, Kobayashi Akemi)               | Лора Пост          |
| Інукі               | Чо (яп. チョー)                                      | Альфред Тор        |
| Горилоїд            | Дайсуке Горі (яп. 郷里 大輔, Gōri Daisuke)           | Пол Сент. Пітер    |
| Тодорокі            | Іккі Тодорокі (яп. 轟木 一騎, Todoroki Ikki)         | Каттер Гарсія      |
| Мікі                | Син'їтіро Мікі (яп. 三木 俊一郎, Miki Shunichiro)    | Сем Рігел          |
| Трава               | Кандзі Цуда (яп. 津田 寛治, Tsuda Kanji)             | Джої Морріс        |
| Сінкай              | Есіюкі Морисита (яп. 森下 能幸, Morishita Yoshiyuki) | Тоні Олівер        |
| Титан               | Кеню Хоріучі (яп. 堀内 賢雄, Horiuchi Ken'yū)        | Даг Ергольц        |
| Полковник Волтон    | Унсьо Ісідзука (яп. 石塚 運昇, Ishizuka Unshō)       | Джеймісон Прайс    |
| Президент Робосвіту | Косей Хірота (яп. 廣田 行生, Hirota Kōsei)           | Девід Лодж         |
| Машиноголовий       | Коджі Ішіі (яп. 石井 康嗣, Ishii Kōji)               | Майкл МакКоннохі   |
| Старий Кріт         | Такесі Аоно (яп. 青野 武, Aono Takeshi)              | Стів Крамер        |
| Лінчмен             | Тацуя Гасюін (яп. 我修院 達也, Gashūin Tatsuya)      | Джейбі Бланк       |
| Джонні Боя          | Йосінорі Окада (яп. 岡田 義徳, Okada Yoshinori)      | Кіт Сілверштейн    |
| Дейзуна-молодший    | Кента Міяке (яп. 三宅 健太, Miyake Kenta)            | Дерек Стівен Принц |

## Виробництво
Виробництво фільму зайняло сім років і включає близько 100 тис. намальованих від руки кадрів .

## Відгуки критиків
«Червона лінія» не мала успіху в прокаті. Після домашнього прокату та критичних рецензій фільм здобув більший успіх і вважається культовим фільмом. На агрегаторі рецензій Rotten Tomatoes фільм має 70 % схвалення на основі 10 рецензій, із середньою оцінкою 6,8/10.
Тім Моган з Anime News Network поставив йому A+, і описує фільм як «щось дуже особливе, дуже відмінне і шалено захоплююче». Зокрема, він хвалить режисера фільму, кажучи, що «Коіке вдалося зробити весь цей хаос правдоподібним». Далі він каже, що «Червона лінія» — це анімація не лише в її найкращому вигляді, але й значною мірою анімація заради анімації". Хоча Моган каже, що комусь може не сподобатися його техно-саундтрек і «мінімальний сюжет», він називає «Червону лінію» «найбільш шалено захопливим, візуально неймовірним аніме-фільмом, який ви бачили за останні десятиліття». Тім Джонс з THEM Anime Reviews дав фільму 5 з 5 зірок. Джонс похвалив фільм за чудове почуття гумору, видатну анімацію та персонажів. Він сказав, що: «Червона лінія — це незабутнє аніме, воно блискуче анімоване і намальоване, з двома крутими, розумними, веселими головними героями». Джонс підсумував: «Червона лінія — один з найкращих прикладів аніме не від Studio Ghibli, які я можу пригадати. Це аніме для дорослих, без дітей або підлітків. Воно красиве, захоплююче і веселе. Я даю йому високі рекомендації!»
Томас Зот з Mania.com коментує, що хоча фільм не має «глибокого сюжету чи унікальної передумови», він все одно «вимагає, щоб його подивилися». Він сказав, що якщо «„Скотт Пілігрим проти світу“ був нападом на почуття…», то «Червона лінія» — це оголошення війни". Далі Зот хвалить фільм за «творчих істот і розумний дизайн», порівнює роботу Коіке з роботами Квентіна Тарантіно і хвалить фільм за «саундтрек, з його пам'ятними високоенергетичними треками, які чудово доповнюють хаос на екрані». На завершення він каже, що якщо «життя індустрії виснажилося і замінилося на кулінарні шоу, то „Червона лінія“ показує шлях до виходу». Ніколя Пенедо з французького журналу Animeland описує його як "«Париж-Дакар, переглянутий а-ля „Зоряні перегони“, римейк „Божевільних перегонів Hanna-Barbera“ з мистецтвом, натхненним коміксами Джека Кірбі, та ноу-хау, ритмом і енергією, притаманними найкращим японським аніме-фільмам». Рецензент хвалить якість анімації як таку, що захоплює дух, і заявляє, що Такеші Коіке віддав данину поваги коміксам і фільмам 70-х і 80-х років.
Квентон Беллетт та Пітер Мартін рецензували «Червону лінію» для Twitch Film. Беллетт описує його як «справді неземний досвід», «Спіді-гонщика під кайфом» і хвалить персонажів другого плану за те, що вони запам'ятовуються, а фонова галактика, що складається з різних рас і віросповідань, є дуже міцною". Мартін каже, що «здається, кожен сантиметр кожного кадру наповнений якимось рухомим кольором, дією чи трохи бізнесу, що робить його переживанням, яке безперечно перевантажує почуття», і стверджує, що письменнику Кацухіто Ішії вдалося створити «повнометражний фільм. Довгометражне аніме таке ж божевільне, як і його фільм Funky Forest». Джон Лян з UK Anime Network коментує, що «відчуття крутості та епатажу просочується з кожної пори дизайну, … перебільшення тут — це применшення», і що «плавна анімація кінематографічної якості» робить «навіть рух інопланетян природним, а постійне відчуття швидкості, часто приголомшує». Він зазначає, що «візуальні ефекти та надмірна дія, швидше за все, перевантажать чутливі клітини мозку», але завершує, називаючи «Червону лінію» «неймовірно захопливим кінематографічним досвідом, який зовсім не сприймає себе серйозно».
Фільм отримав 20 місце у списку 100 найкращих аніме-фільмів згідно з журналом Paste.